# لويس أوليفيرا (لاعب كرة قدم)
لويس أوليفيرا (بالإسبانية: Wilfredo Olivera) (4 مايو 1987 في الأرجنتين - ) هو لاعب كرة قدم أرجنتيني في مركز الدفاع. لعب مع كيلمس وتاليريس كوردوبا.

## وصلات خارجية
- لويس أوليفيرا (لاعب كرة قدم) على موقع قاعدة بيانات كرة القدم.إي يو (الإنجليزية)
- لويس أوليفيرا (لاعب كرة قدم) على موقع Soccerway.com (الإنجليزية)